# Jüdische Volkspartei
Die Jüdische Volkspartei war eine Organisation innerhalb des deutschen Judentums in der Weimarer Republik. Sie trat zu jüdischen Gemeinderatswahlen und zu Wahlen übergeordneter jüdischer Gremien an. Sie stand dabei als eine im Prinzip zionistische Organisation im Gegensatz zu den liberalen und orthodoxen Gruppierungen. Aber auch mit den auf Eretz Israel orientierten Zionisten gab es Konflikte.

## Geschichte
Die jüdische Volkspartei wurde 1919 gegründet. Die Volkspartei stand zwar im Kern auf zionistischen Grundsätzen, forderte aber nicht einen jüdischen Staat in Palästina. Gleichwohl sah sie in den Juden ein Volk und plädierte dafür, dass sich die bisher religiösen Gemeinden zu „Volksgemeinden“ wandeln sollten.
Die Partei betrachtete die Juden als nationale Minderheit. Sie plädierte dafür, neben den Synagogen auch soziale, kulturelle und schulische Einrichtungen in den Gemeinden auszubauen. Rückhalt hatte die Partei vor allem in Teilen der aus Osteuropa zugewanderten Juden, weil sie sich für die Gleichberechtigung dieser Gruppe einsetzte.
Der Hauptgegner war das liberale Judentum. Diesen repräsentierte insbesondere der Central-Verein deutscher Staatsbürger jüdischen Glaubens, der aber selbst nicht zu Wahlen in den jüdischen Gemeinden antrat. Im Bereich der jüdischen Gemeindevertretungen wurde auf Initiative der Volkspartei das bisherige Mehrheits- und Zensuswahlrecht durch das Verhältniswahlrecht ersetzt, dies ging zu Lasten der Liberalen. Gegen diese kam es nicht selten zu Bündnissen von Volkspartei mit den Orthodoxen.
In Berlin etwa führte dies dazu, dass die Liberalen nach Jahrzehnten bei den Gemeinderatswahlen 1926 zur Minderheit wurden. Die Volkspartei stellte mit Georg Kareski den Gemeindepräsidenten. Auch in Duisburg hatte sie 1928 die Mehrheit.
Auf Dauer konnte sie allerdings keine dominierende Position erzielen. In Berlin kam es 1930 zu einem heftig geführten Wahlkampf. Dort konnten die Liberalen 53 % der Stimmen und die Volkspartei nur 36 % der Stimmen erlangen. Auch in anderen Städten hatte die Organisation zeitweilig Erfolg. Sie war indes nicht in der Lage, die Stellung der Liberalen zu brechen. Auch wenn es zwischen der Volkspartei und den palästinaorientierten Zionisten nach 1925 zu einem gewissen Ausgleich kam, führte der dennoch vorhandene Gegensatz dazu, dass sich die Liberalen erholen konnten. Angesichts des Endes des freien jüdischen Lebens seit 1933 ist unklar, welche Richtung sich mittelfristig durchgesetzt hätte.